# Euphorbia bougheyi
Euphorbia bougheyi ist eine Pflanzenart aus der Gattung Wolfsmilch (Euphorbia) in der Familie der Wolfsmilchgewächse (Euphorbiaceae).

## Beschreibung
Die sukkulente Euphorbia bougheyi bildet Bäume bis 7 Meter Höhe und einer Krone bis 3 Meter Durchmesser aus. Die zwei bis vierkantigen Zweige sind wirtelig und ausgebreitet angeordnet. Sie werden 2,5 bis 5 Zentimeter breit und sind durch längliche Einschnürungen gegliedert. Die dünnen Kanten sind tief geflügelt und mit wellig-buchtigen Zähnen in einem Abstand von 2,5 Zentimeter zueinander versehen. Die verlängerten und sehr schmalen Dornschildchen stehen in der Regel einzeln. Es werden Dornen bis 7,5 Millimeter Länge und sehr kleine Nebenblattdornen ausgebildet.
Der Blütenstand besteht aus einfachen und einzelnen Cymen, die starken, 2,5 Millimeter langen Stielen stehen. Die Cyathien werden bis 10 Millimeter groß. Die elliptischen Nektardrüsen sind gelb gefärbt und grenzen aneinander. Der Fruchtknoten ist von einer mit Zähnen besetzten Blütenhülle umgeben. Die sehr deutlich gelappte Frucht ist an der Basis verkürzt und wird etwa 9 Millimeter lang und 21 Millimeter breit. Sie steht an einem starken, bis 7 Millimeter langen Stiel. Der kugelförmige Samen ist glatt und wird knapp 4 Millimeter groß.

## Verbreitung und Systematik
Euphorbia bougheyi ist im Osten und Zentral-Mosambik in den Provinzen Manica und Sofala in sumpfigen Ebenen an der Küste verbreitet. Die Art steht auf der Roten Liste der IUCN und gilt als nicht gefährdet (Least Concern).
Die Erstbeschreibung der Art erfolgte 1964 durch Leslie Charles Leach.